# Флаїнг-офіцер
Флаїнг-офіцер (англ. Flying officer, скор. Fg Off ) — військове звання Королівських повітряних сил Великої Британії, а також держав які використовують британську систему військових звань (Австралія, Нова Зеландія, Пакистан та інші).  З’явилося у 1919 році, при заснуванні ВПС. За класифікацією держав членів НАТО належить до рангу OF-1.
У Великій Британії де ВПС окремий вид збройних сил, наряду з сухопутними силами і військово-морськими силами, кожен з видів збройних сил має свої особливі військові звання. Флаїнг-офіцер відповідає лейтенанту у сухопутних силах і морській піхоті, суб-лейтенанту у ВМС.
Флаїнг-офіцер нижчий за рангом від флайт-лейтенанта і вищий від пайлот-офіцера.

## Історія

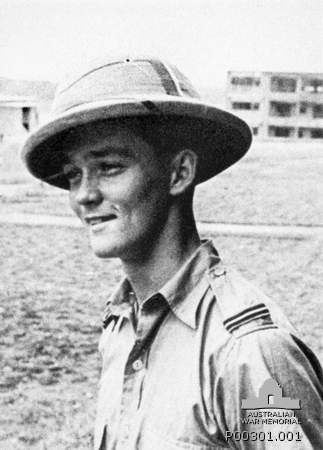
Флаїнг-офіцер Королівських австралійських повітряних сил (RAAF) Кларенс Хеддон, (1940, Сінгапур)

Королівські повітряні сили (RAF)  ведуть свою історію з початку офіційного формування 1 квітня 1918 року. Через рік після заснування нового виду збройних сил була затверджена нова система ієрархії власного зразка. 
З 1 квітня 1918 по 31 липня 1919 у Королівських ВПС існувало звання лейтенант. Знаками розрізнення лейтенанта ВПС була одна смужка на рукаві, як у суб-лейтенанта флоту, але з орлом та короною над смужкою . З 1919 року у Королівських повітряних силах вводяться власні військові звання, лейтенанти авіації отримують назву флаїнг-офіцерів .

## Знаки розрізнення
В Королівських ВПС існують свої знаки розрізнення не пов'язані зі знаками розрізнення Сухопутних сил і побудовані на комбінації смужок різної ширини які схожі на знаки розрізнення Військово-морського флоту.
Знаками розрізнення флаїнг-офіцерів є одна смужка середнього розміру розміщена на погоні  чи на рукаві.
Авіація Військово-морських сил використовує знаки розрізнення як і інші військовослужбовці ВМС (з додаванням емблеми авіації над смужками).

## Використання в інших країнах
| Країна        | Рід військ                                        | Сталене скорочення | Знаки розрізнення |
| ------------- | ------------------------------------------------- | ------------------ | ----------------- |
| Австралія     | Королівські австралійські повітряні сили (RAAF)   | FLGOFF             |                   |
| Бангладеш     | Повітряні сили Бангладеш (BAF)                    |                    |                   |
| Індія         | Військово-повітряні сили Індії (IAF)              | Fg Off             |                   |
| Пакистан      | Військово-повітряні сили Пакистану (PAF)          | F/Of               |                   |
| Нова Зеландія | Королівські новозеландські повітряні сили (RNZAF) | FGOFF              |                   |